# ناتالي هاجمان
ناتالي هاجمان (بالسويدية: Nathalie Hagman) مواليد 19 يوليو 1991 في السويد، هي لاعبة كرة يد سويدية تلعب كجناح أيمن. مثلت منتخب السويد لكرة اليد للسيدات. شاركت في دورة الألعاب الأولمبية الصيفية سنة 2016. حققت المركز الثاني في بطولة أوروبا لكرة اليد للسيدات 2010.

## معرض صور

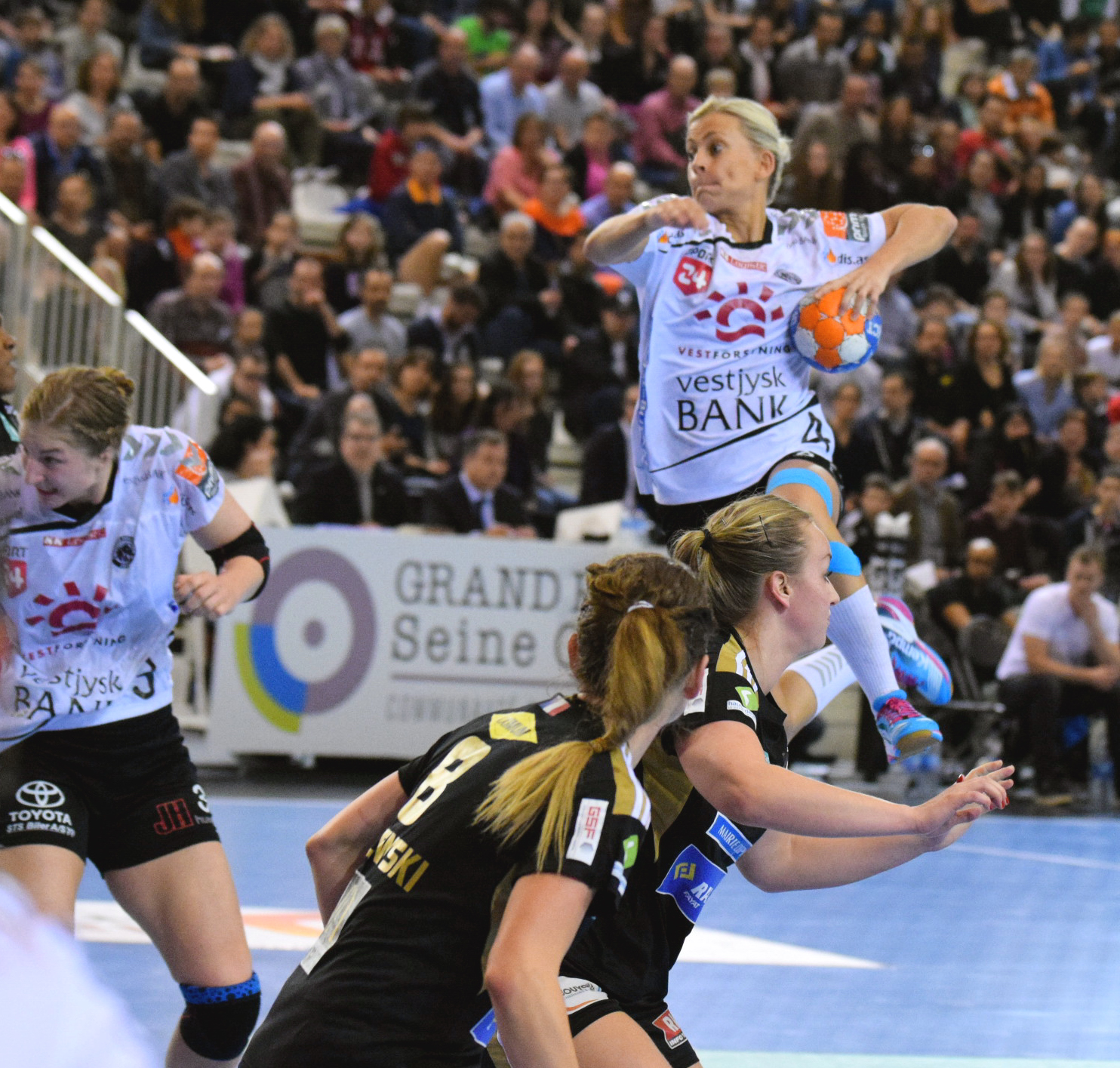
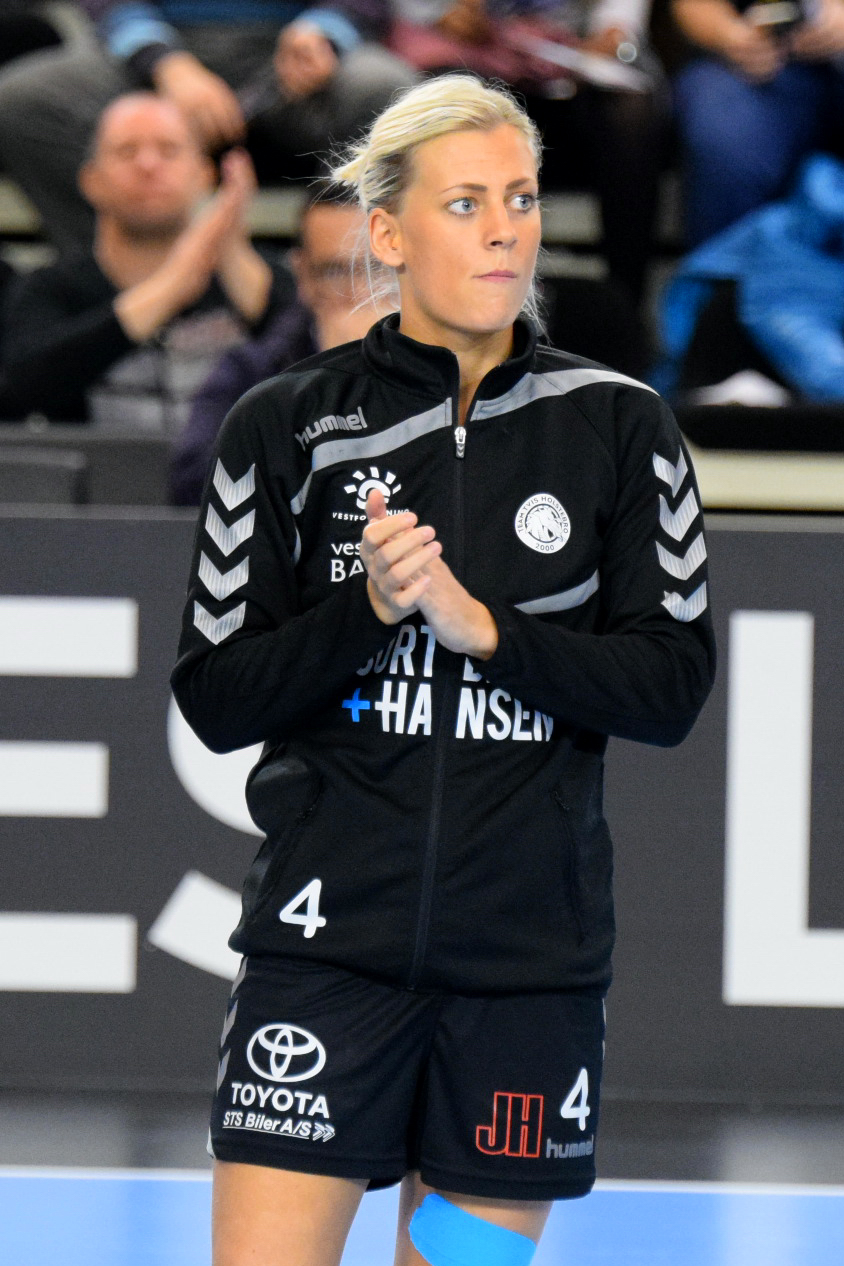
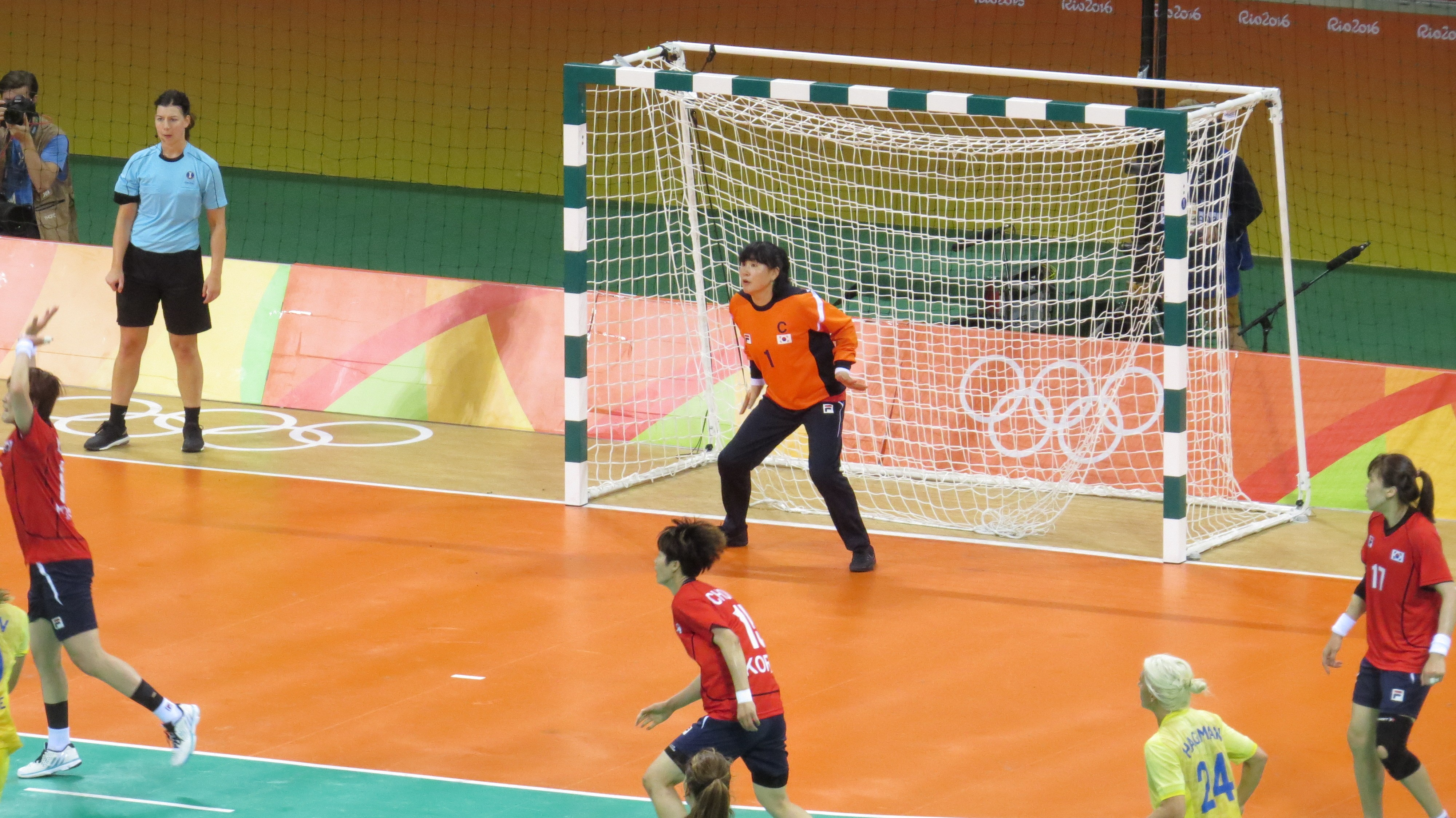
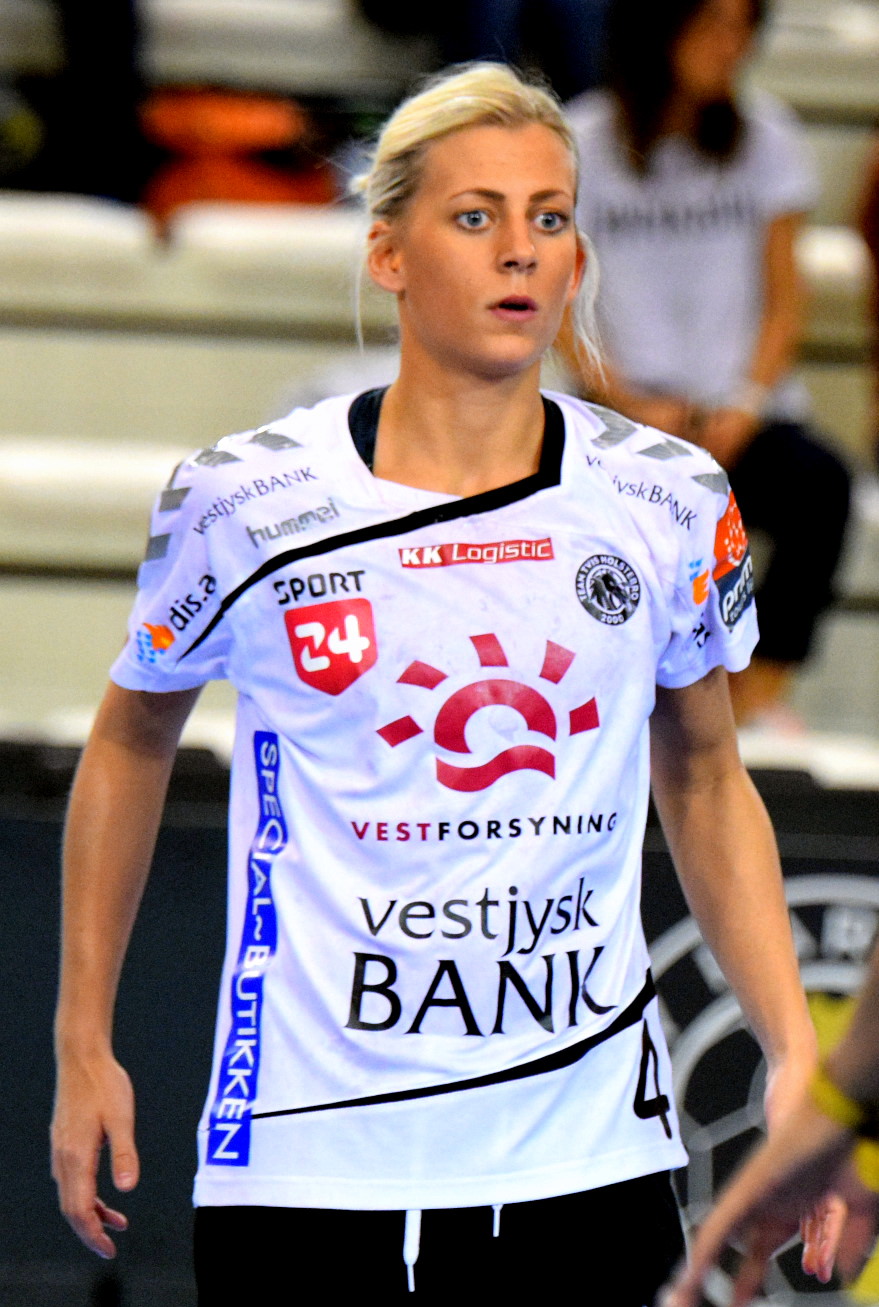
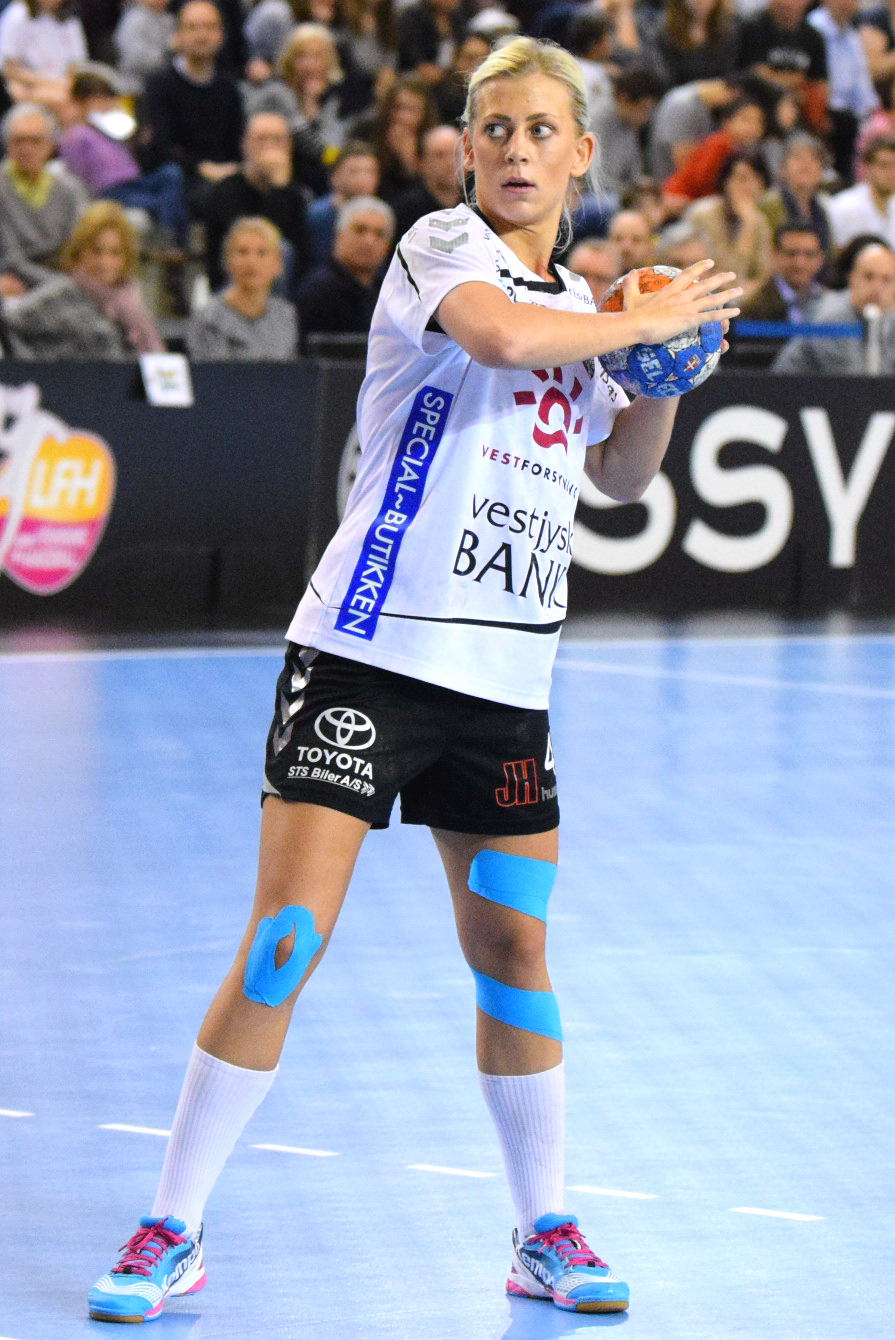

## سجل المنافسة
شاركت في البطولات التالية:
- الألعاب الأولمبية الصيفية 2016
- بطولة العالم لكرة اليد للسيدات 2015
- بطولة أوروبا لكرة اليد للسيدات 2010
- بطولة أوروبا لكرة اليد للسيدات 2014

## الميداليات
| الميدالية | المسابقة                            |
| --------- | ----------------------------------- |
| فضية      | بطولة أوروبا لكرة اليد للسيدات 2010 |
| برونزية   | بطولة أوروبا لكرة اليد للسيدات 2014 |

## روابط خارجية
- ناتالي هاجمان على موقع الاتحاد الدولي لكرة اليد (الإنجليزية)
- ناتالي هاجمان على موقع الاتحاد الأوروبي لكرة اليد (الإنجليزية)
- ناتالي هاجمان على موقع اللجنة الأولمبية الدولية (الإنجليزية)
- ناتالي هاجمان على موقع أوليمبيديا (الإنجليزية)
- ناتالي هاجمان على موقع اللجنة الأولمبية السويدية (السويدية)